# Tanigawa Kotosuga

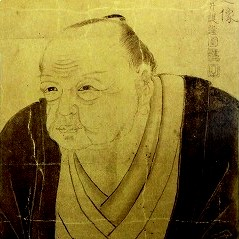
Tanigawa Kotosuga

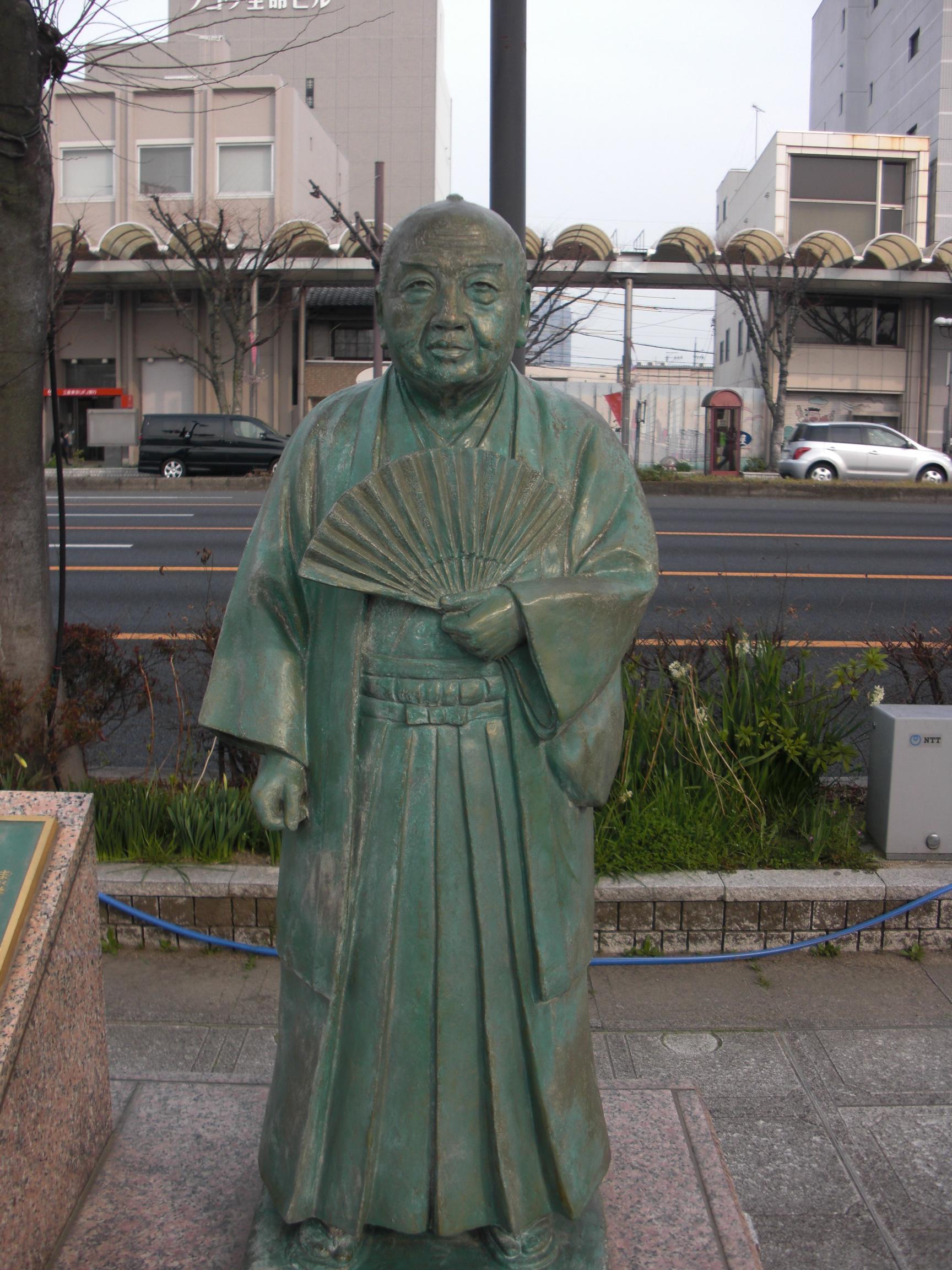
Statue in Tsu

Tanigawa Kotosuga (japanisch 谷川 士清, Künstlername: Tansai (淡斎); geboren 5. April 1709 in Asakabe (Provinz Ise); gestorben 20. November 1776 in Tsu (Präfektur Mie)) war ein japanischer Gelehrter und Autor.

## Leben und Wirken
Tanigawa Kotosuga wurde als ältester Sohn von Tanigawa Yoshiaki (谷川 義章), der aus einer alten Ärzte-Familie stammte, geboren. Im Alter von 20 Jahren zog er nach Tokio, wo er Medizin bei Fukui Tamba no Kami (福井 丹波守), mit 22 Jahren Kokugaku bei Matsuoka Chūryō (松岡 仲良; 1701–1783) und Shintō bei Tamaki Masahide (玉木 正英; 1671–1736) studierte. Im Alter von 24 Jahren erhielt ein Zertifikat als Kenner des Shintoismus. Bereits mit 23 Jahren er eine Ikebana-Lizenz von der Familie Ogasawara (小笠原家) erhalten.
Im Alter von 27 Jahren heiratete Tanigawa die Tochter des Yamashita-Klans in Kyōto. Er gründete die Unterrichtsstätte „Morikagesha Horitsu Tanigawa Juku“ (森蔭社洞津谷川塾) und unterrichtete Klassik und Shinto, arbeitete daneben auch als Arzt. Im Alter von 44 Jahren lernte er Dichtkunst von der Familie Arisugawa (有栖川家). Er fand das „Nihon Shoki“ wichtig und sammelte und prüfte japanische und chinesische Quellen und veröffentlichte „Nihon shoki tsūshō“ (日本書紀通証) – etwa „Nihon Shoki, Bestätigung“ in 35 Bänden, die er dem Schrein Kitano Tenman-gū überreichte. Dies ist der erste Kommentar zum gesamten Shoki seit dem „Shaku Nihongi“ (釈日本紀) aus dem Ende des 13. Jahrhunderts. Er  hatte daran vom 44. bis zum 54. Lebensjahr gearbeitet. Motoori Norinaga, der von dem „Tsūshō“ beeindruckt war, schrieb Kotosuga 1765 einen ersten Brief mit dem dann ein Briefwechsel begann.
„Wakun no Shiori“ (和訓栞), ein Lexikon, das die elegante japanischen und chinesische Alltagssprache erklärt, ist das erste, das in der „50-Laute-Reihenfolge“ der japanischen Silbenschrift verfasst ist. Es hat 93 Kapitel in 82 Bände und beschreibt insgesamt 208.975 Wörter. Er veröffentlichte es vor dem „Wago tsūin“ (倭語通音), das 1748 erschien. 1748 folgten der Essay „Ogakuzu-banashi“ (鋸屑譚), die Familiengeschichte „Megumi no tsuyukusa“ (恵露草) und anderes.
Tanigawa war auch versiert im Studium der Wirtschaft und Industrie und hatte eine enge Beziehung zu dem Gesteinsammler und Kräuterkundler Kiuchi Sekitei (木内 石亭; 1725–1808). 1775 wurden die Manuskripte von „Tsūshō“ und „Wakokushiori“ (倭訓栞) begraben und ein Steindenkmal gegen den Hanfuruzuka (反古冢) errichtet. Auf der Rückseite des Denkmals wurden ungefähr die Worte geschrieben: „Was sind die Menschen, die ihre Körper zerschmettert haben, sie tun mir Leid“
Tanigawa starb im folgenden Jahr, 67 Jahre alt. Sein Grab befindet sich am Tempel Fukuzō-ji (福蔵寺) im Stadtteil Oshikabe (押加部町) der Stadt Tsu.